# Campionati africani di atletica leggera 2022 - Lancio del martello maschile
Il concorso del lancio del martello maschile ai Campionati africani di atletica leggera di Saint-Pierre 2022 si è svolto l'8 giugno al Côte d'Or National Sports Complex.

## Risultati

### Finale
| Class   | Atleta                | Nazione   | 1°    | 2°    | 3°    | 4°    | 5°    | 6°    | Risultati | Note |
| ------- | --------------------- | --------- | ----- | ----- | ----- | ----- | ----- | ----- | --------- | ---- |
| Oro     | Allan Cumming         | Sudafrica | 57,23 | 60,69 | 64,39 | x     | 68,04 | 69,13 | 69,13     |      |
| Argento | Thsepang Makhethe     | Sudafrica | 65,35 | 65,92 | 64,37 | 64,79 | 68,75 | 64,23 | 68,75     |      |
| Bronzo  | Alaaeldin Elashry     | Egitto    | 66,13 | 66,38 | 67,46 | 66,53 | 68,24 | 67,93 | 68,24     |      |
| 4       | Mostafa Elgamal       | Egitto    | 63,94 | 65,64 | 65,15 | 65,89 | 67,80 | 67,26 | 67,80     |      |
| 5       | Ahmed Ismail          | Egitto    | x     | x     | 62,42 | 65,32 | 65,22 | 65,73 | 65,73     |      |
| 6       | Renaldo Frechou       | Sudafrica | 60,95 | 62,37 | 60,07 | 61,60 | 64,24 | 62,24 | 64,24     |      |
| 7       | Jean Ian Carre        | Mauritius | 50,66 | x     | x     | 51,75 | x     | 50,26 | 51,75     |      |
| 8       | Dominic Ondigi Abunda | Kenya     | 49,32 | 51,65 | x     | 49,90 | 50,60 | x     | 51,65     |      |